# Microtus savii
Microtus savii é uma espécie de roedor da família Cricetidae.
Pode ser encontrada nos seguintes países: França e Itália.